# نسمات أيلول (مسلسل)
نسمات أيلول مسلسل درامي سوري عرض في شهر رمضان عام 1446ه، من تأليف علي معين صالح، وإخراج الأخوين رشا ويزن شربتجي.

## القصة
تدور أحداث المسلسل حول عائلة تعيش في ريف حمص، تربطها علاقات متشابكة مبنية على القرابة أولاً، والمصلحة ثانياً، يركز العمل بشكل كبير على سوء الواقع السوري والفقر وانعدام الفرص وهموم ومشاكل الشباب. مقدماً إياها في إطار كوميدي ساخر ليوميات القرية المملة والبعيدة عن الإنجاز والرغبة في التقدم، ومحكومة أحداثها بالعلاقات بين الجيران، القائمة على الاستعراض أو النميمة، والتي يتخللها الحسد والحقد.

## الممثلون
- صباح الجزائري في دور الجدّة أمينة

بخيلة ومحبّة لعائلتها تستخدم سلطتها للقيام بممارسات غير أخلاقية كالسرقة والكذب كوسيلة لإعادة توزيع الثروات.
- نادين تحسين بيك
- محمد حداقي
- درويش عبد الهادي
- مصطفى المصطفى
- حسن خليل
- أسيمة يوسف
- رنا جمول
- وضاح حلوم
- حسين عباس
- ابراهيم شيخ ابراهيم
- ملهم بشر
- غزوان الصفدي
- سوسن أبو عفار
- علي صطوف
- رواد عليو

## روابط خارجية
- نسمات أيلول على موقع قاعدة بيانات الأفلام العربية